# WISE 1039-1600
WISE 1039-1600 is een bruine dwerg met de spectraalklasse T7.5. De ster bevindt zich op 72,0 lichtjaar van de zon.